# Estación de Shin-Yokohama
Shin-Yokohama (新横浜駅 Shin-yokohama-eki?) es una estación principal que hace las funciones de nudo ferroviario situado en el distrito de Kohoku,Yokohama, Kanagawa. En ella, se prestan servicios de cercanías, metro y alta velocidad (Shinkansen) por parte de varios operadores.

## Historia
Cuando se abrió junto con la línea Tokaido-Shinkansen en 1964, la estación se situó en el cruce con la línea Yokohama de la estatal Ferrocarriles Nacionales Japoneses (línea parte hoy en día de JR East). El área alrededor de ella era suelo rústico, la línea Yokohama era de vía única y el único tren de alta velocidad que paraba era el Kodama. Sin embargo, la situación empezó a cambiar notablemente a medida que la zona se iba urbanizando. La línea Yokohama aumentó su capacidad, los trenes de alta velocidad Hikari empezaron a prestar servicio y, en 1985, quedó conectada con la estación terminal de Yokohama mediante la línea del metro de Yokohama Blue Line. Esto supuso la mejora de la conexión con los distritos de Kannai y la zona de Minato Mirai 21. A partir de 1992, el tren Shinkansen más rápido, el Nozomi, empezó a efectuar parada en la estación. Y, en 2008, todos los servicios de alta velocidad de la línea Tokaido-Shinkansen se detienen en Shin-Yokohama, hecho que la ha convertido en una de las principales estaciones de Japón. En 2023, entró en funcionamiento la sección de la estación que sirve de nexo entre las líneas de Sotetsu y las de Tokyu (mediante la línea Tokyu Shin-Yokohama), con lo que el tráfico de pasajeros aumentó considerablemente.

## La estación
La sección reservada a la línea Tokaido-Shinkansen de JR Central se compone de dos plataformas centrales que prestan servicio a dos vías cada uno. Los andenes 1 y 4 son de uso de los pasajeros del tren Nozomi. En cambio, los andenes 2 y 3 son para los del Hikari y Kodama.

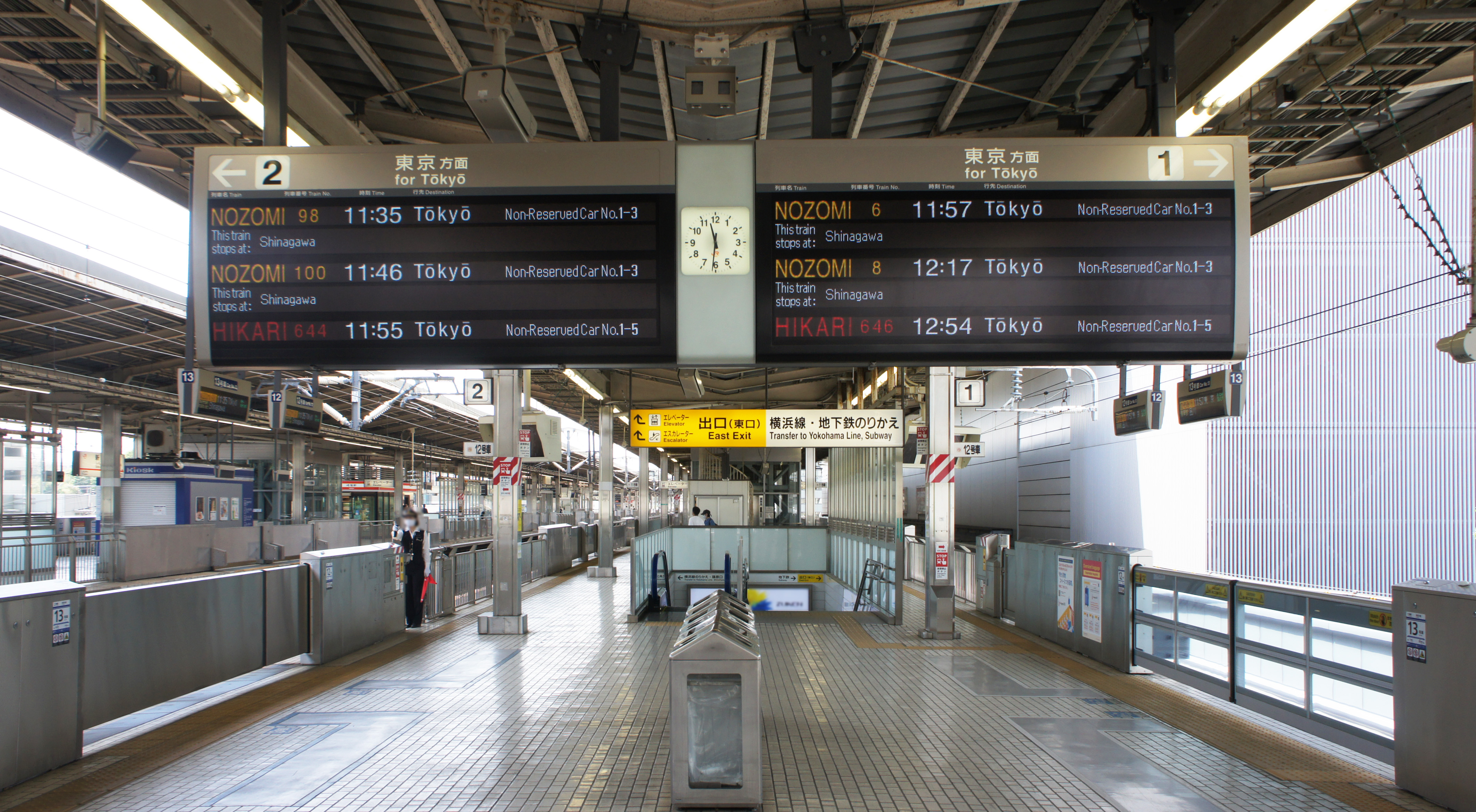
Andenes 1 y 2
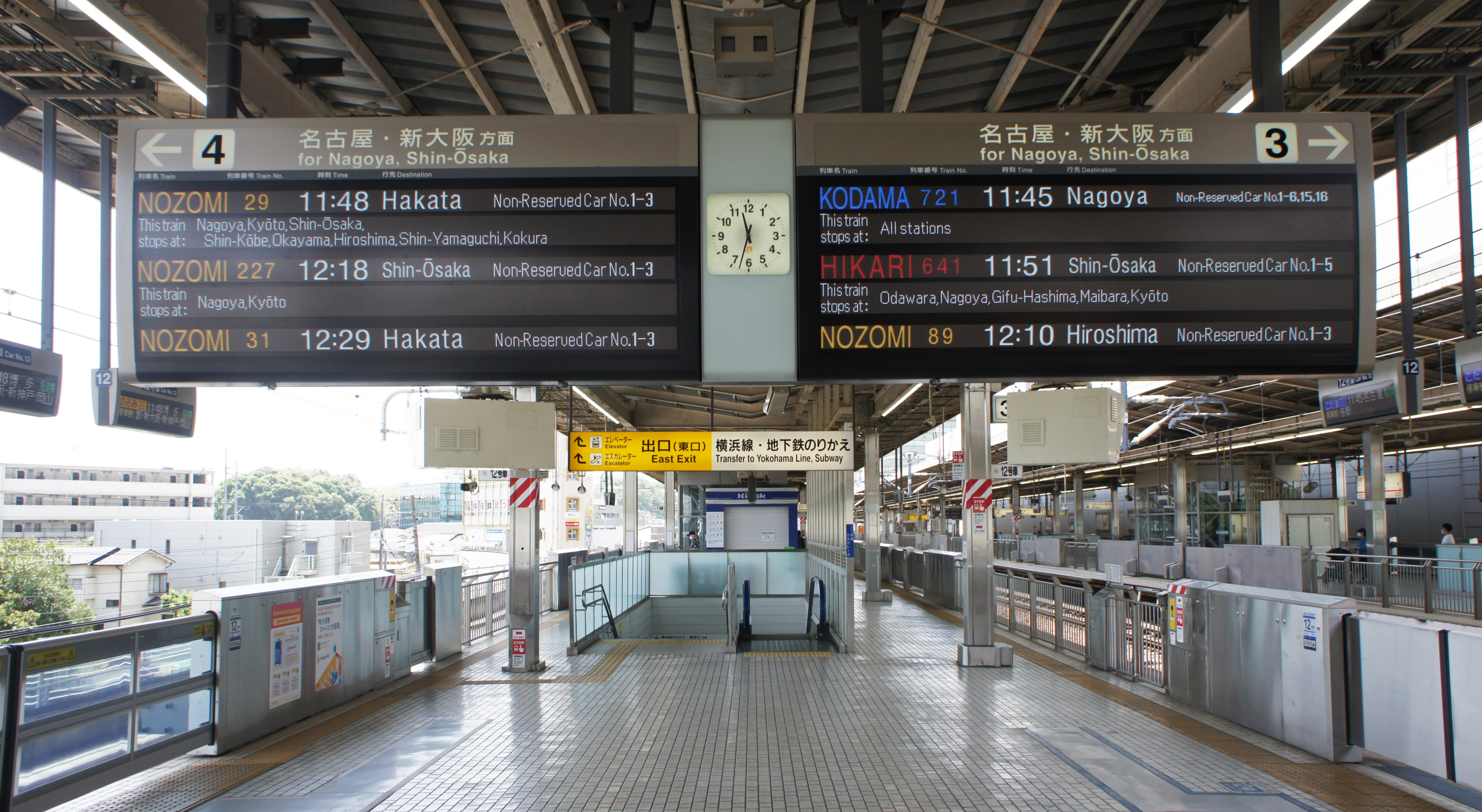
Andenes 3 y 4
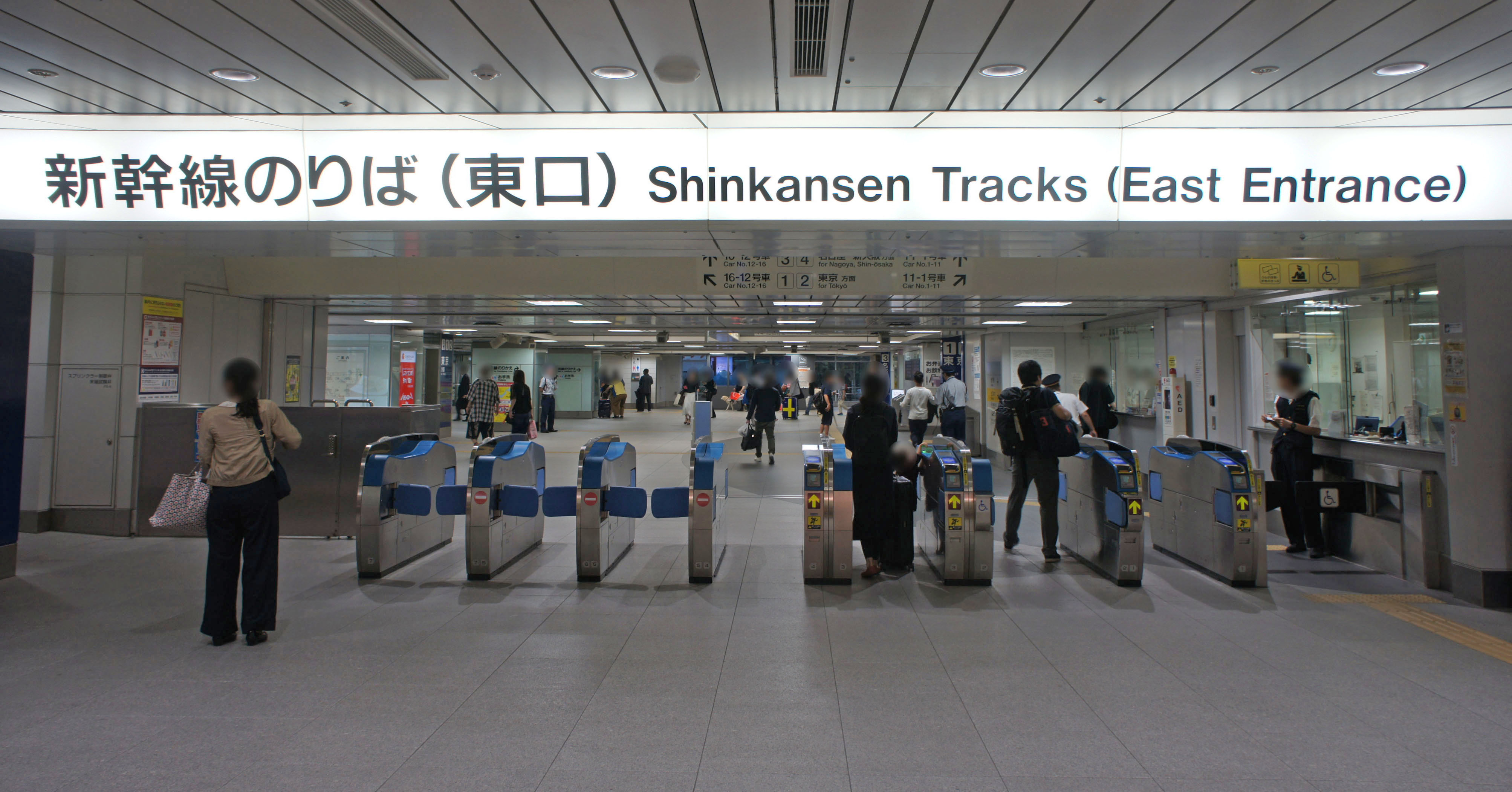
Tornos de acceso al Shinkansen

La sección de la línea Yokohama de JR East también se compone de una plataforma central que sirve a dos vías.

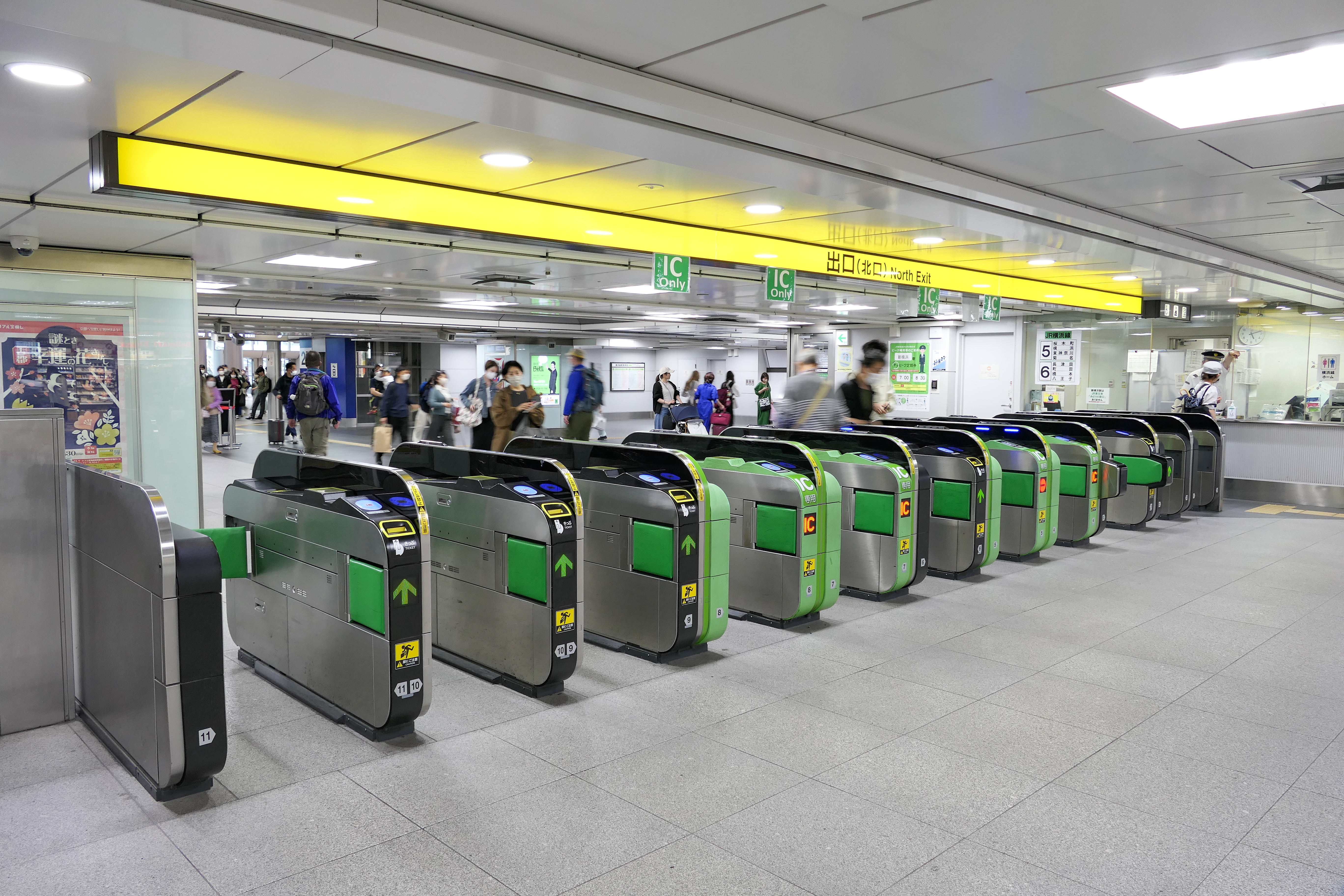
Acceso a la línea Yokohama

Misma disposición sigue la sección de la línea Blue Line del Metro de Yokohama, que se sitúa bajo tierra.

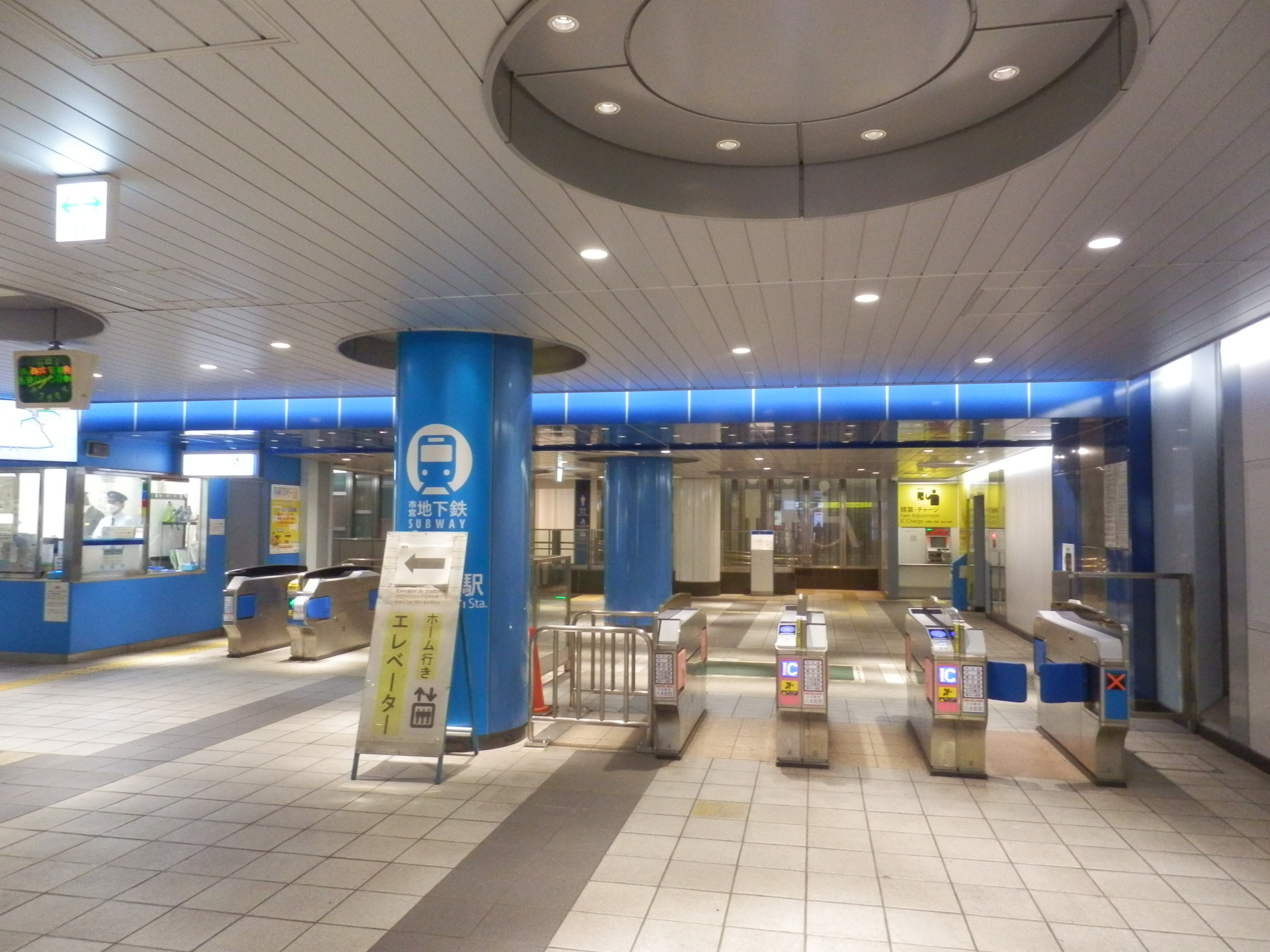
Acceso desde la sección de JR
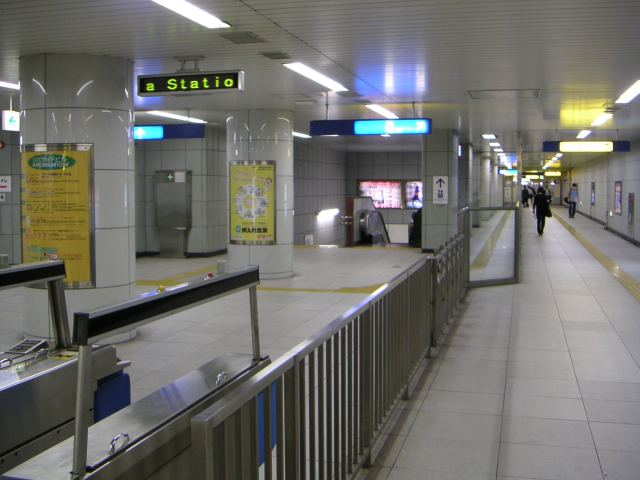
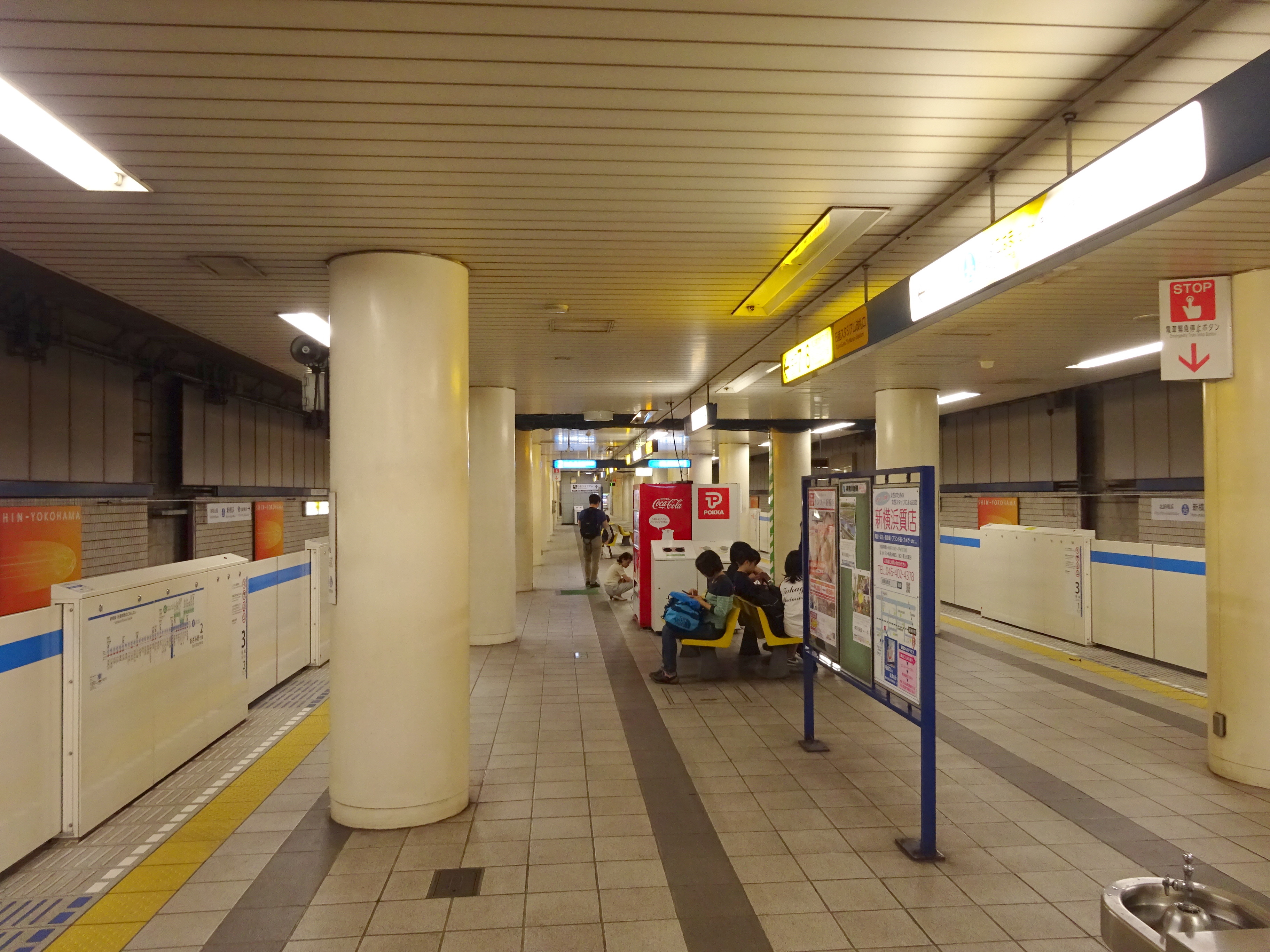
Andén

Por otra parte, la sección más nueva de Tokyu (línea Shin-Yokohama) y de Sotetsu también es subterránea. Se compone de dos plataformas centrales que dan servicio a dos líneas cada una. Los andenes 1 y 2 se reservan a los trenes con dirección a las líneas de Sotetsu. En cambio, por el 3 y el 4 se prestan servicios que enlazan con otras líneas de Tokyu hasta las estaciones terminales de Tokyo Metro, Toei y Saitama Railway.

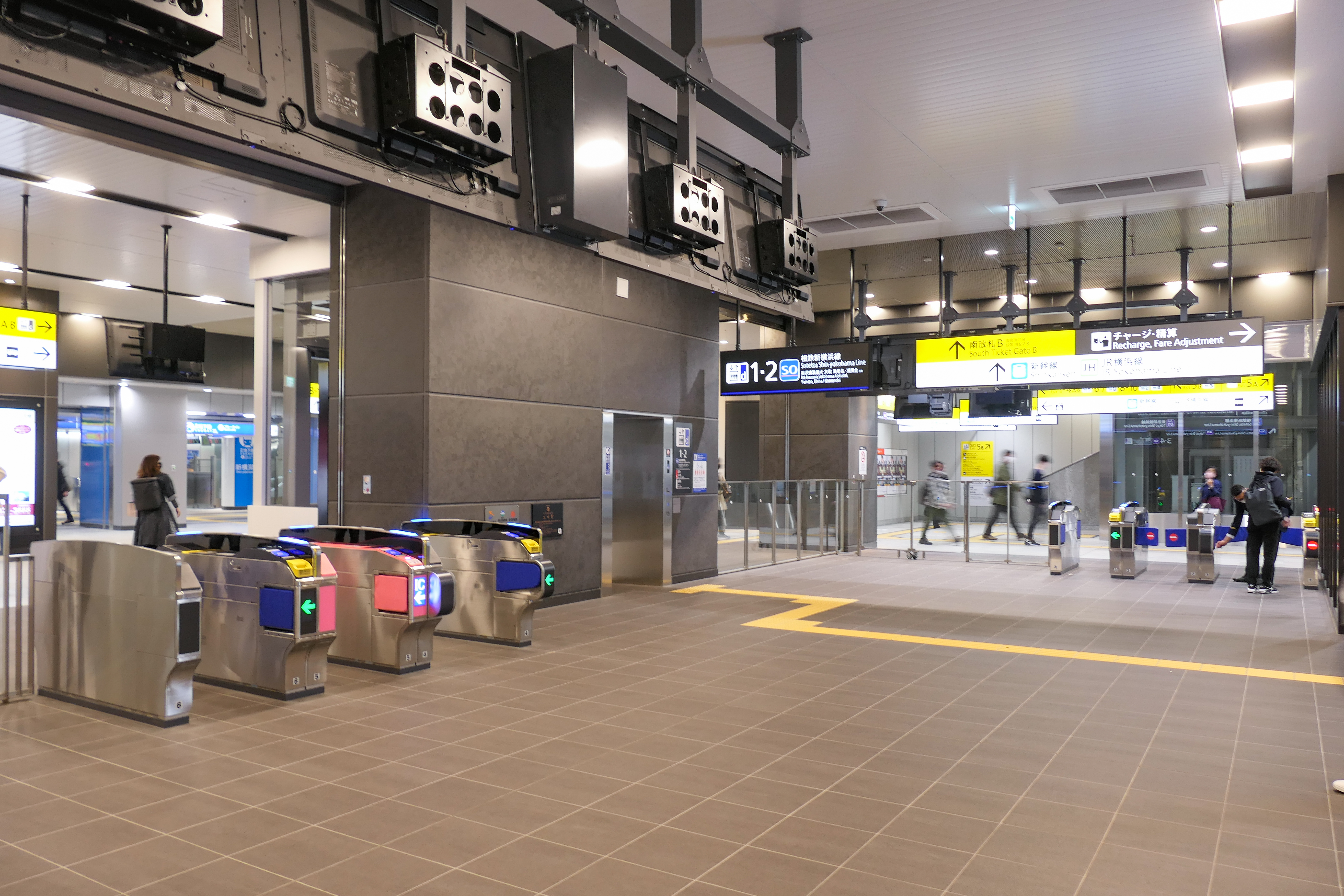
Tornos sur
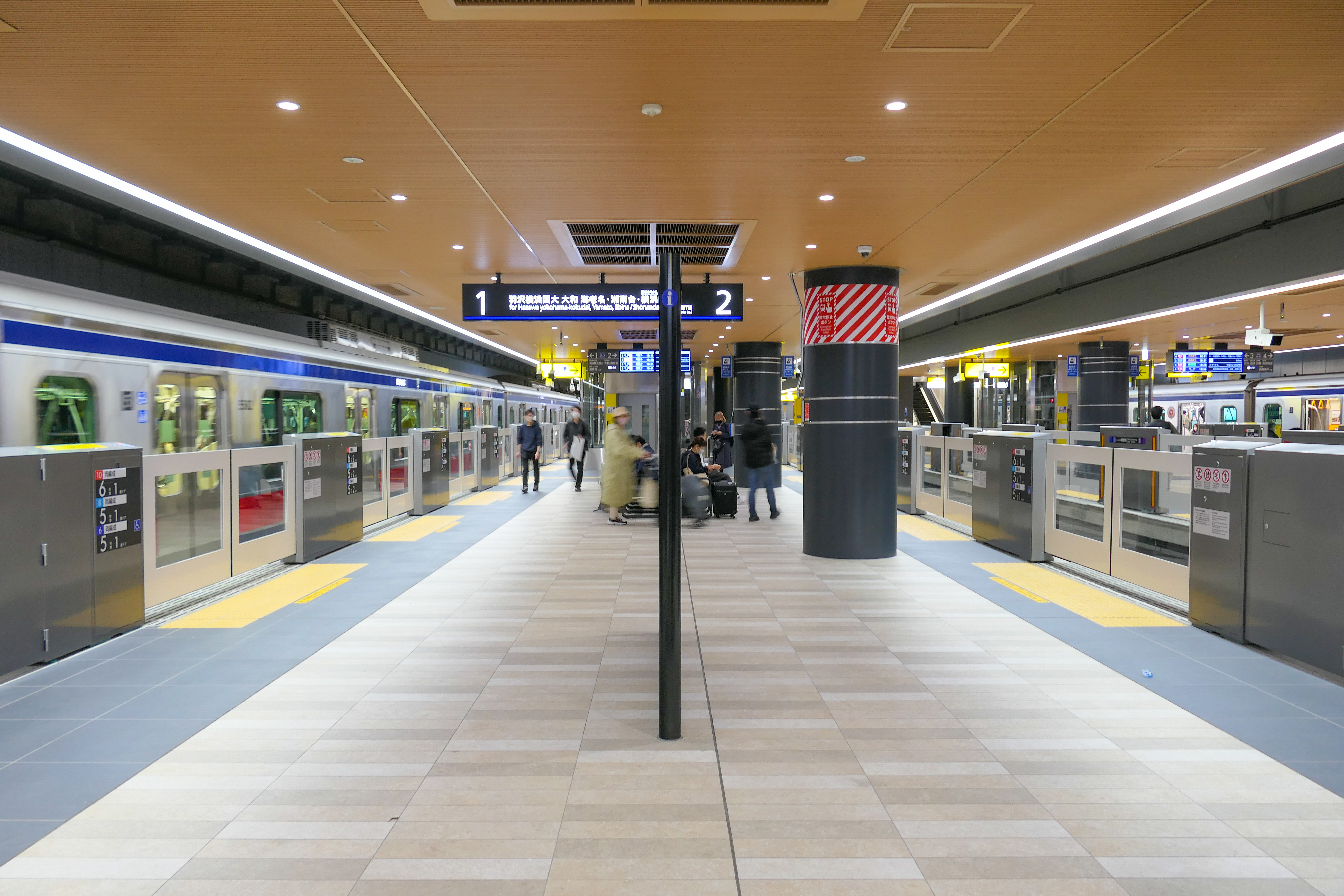
Andenes 1 y 2
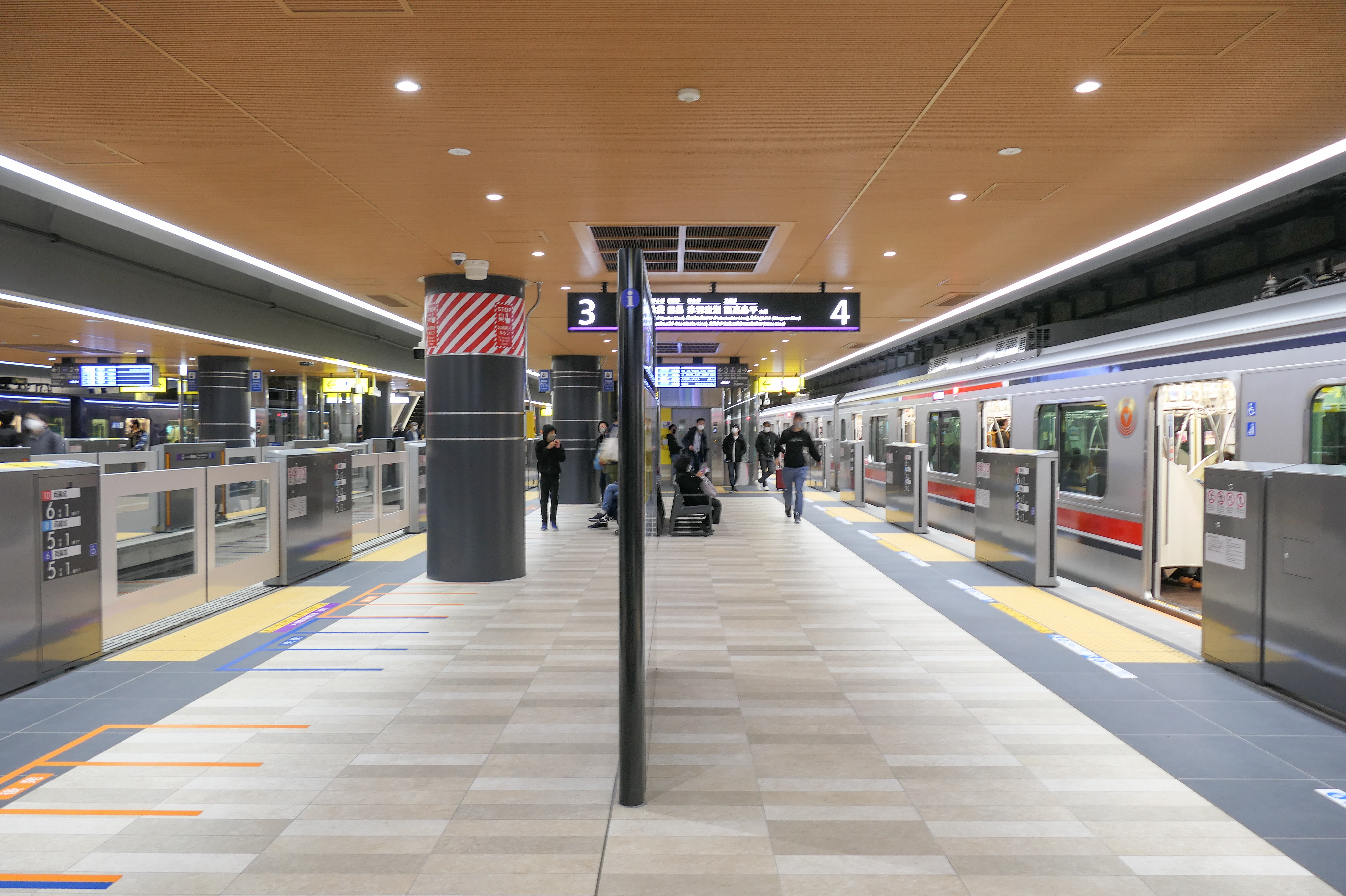
Andenes 3 y 4

## Servicios ferroviarios
| Tren   | procedencia/destino               | < estación | Línea     | estación > | destino/procedencia |
| ------ | --------------------------------- | ---------- | --------- | ---------- | ------------------- |
| Nozomi | Nagoya, Kyoto, Shin-Osaka, Hakata | Nagoya     |           | Shinagawa  | Tokio               |
| Hikari | Nagoya, Kyoto, Shin-Osaka, Hakata | Odawara    | Shinagawa | Tokio      |                     |
| Kodama | Nagoya, Kyoto, Shin-Osaka         | Odawara    | Shinagawa | Tokio      |                     |

| procedencia/destino        | < estación | Línea | estación > | destino/procedencia                         |
| -------------------------- | ---------- | ----- | ---------- | ------------------------------------------- |
| Machida/Hashimoto/Hachioji | Kozukue    |       | Kikuna     | Higashi-Kanagawa/Yokohama/Sakuragicho/Ofuna |

| procedencia/destino | < estación         | Línea | estación >   | destino/procedencia |
| ------------------- | ------------------ | ----- | ------------ | ------------------- |
| Azamino             | Kita Shin-Yokohama |       | Kishine-koen | Shonandai           |

| procedencia/destino          | < estación              | Línea | estación >                      | destino/procedencia                                                  |
| ---------------------------- | ----------------------- | ----- | ------------------------------- | -------------------------------------------------------------------- |
| A través de Sotetsu          | A través de Sotetsu     |       | Shin-tsunashima                 | Shibuya/ Ikebukuro / Meguro / Akabane-iwabuchi/ Nishi-takashimadaira |
| Ebina / Shonandai / Yokohama | Hazawa yokohama-kokudai |       | A través de Tokyu Shin-Yokohama | A través de Tokyu Shin-Yokohama                                      |

## Galería de fotos

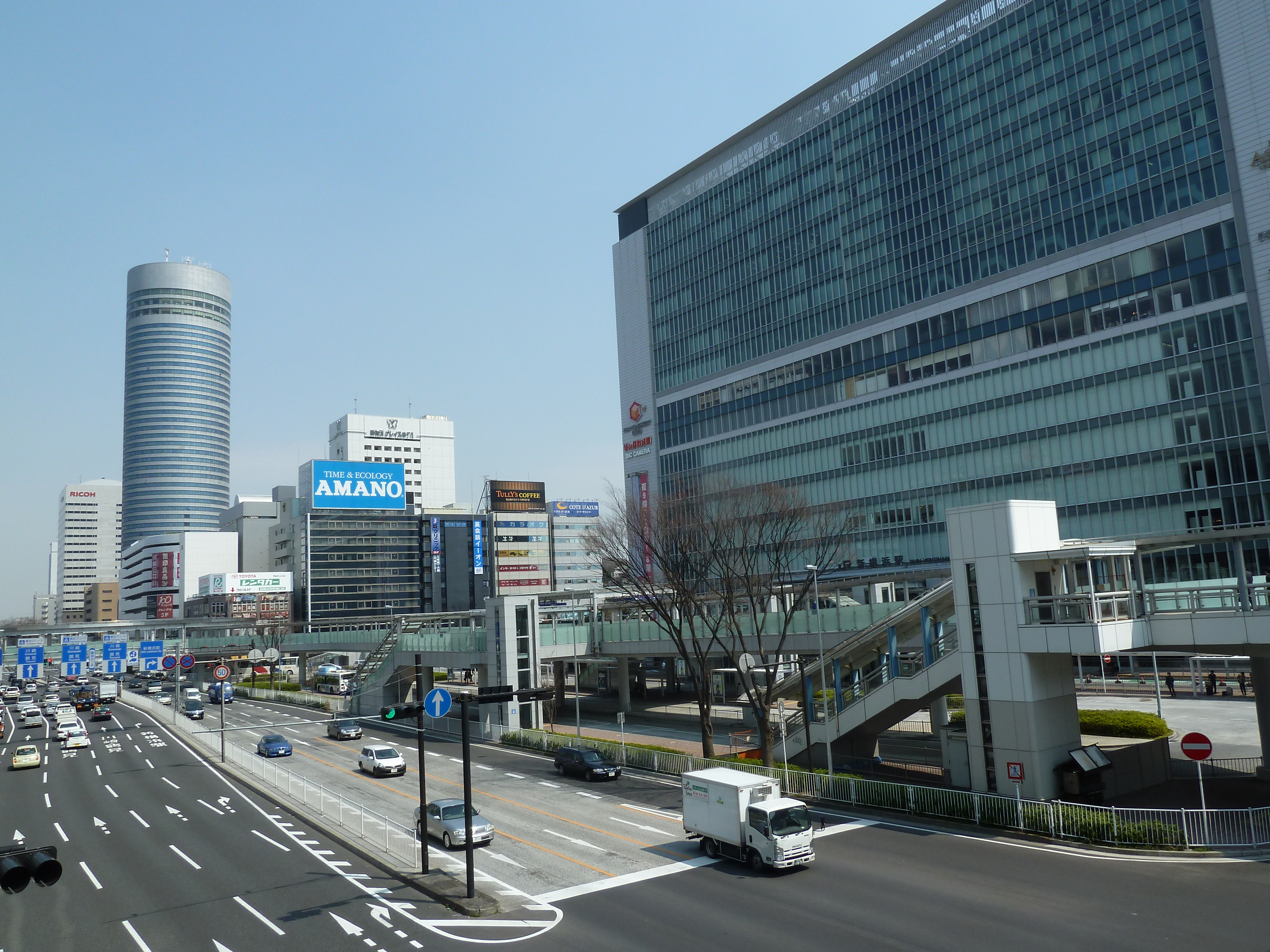
Lado norte de la estación
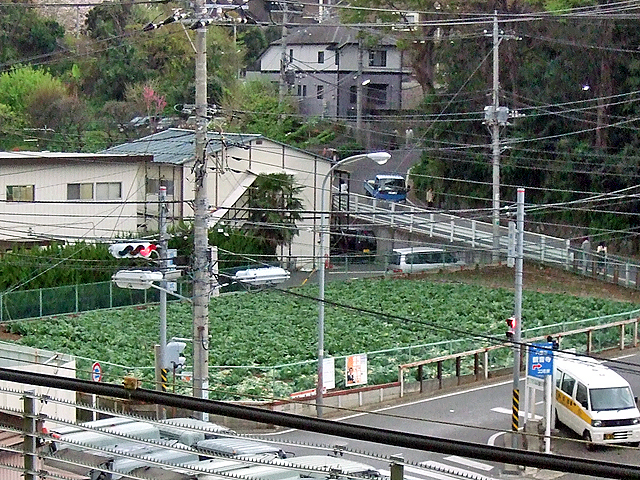
Alrededores (2007)